# Bubo blakistoni
El búho de Blakiston, búho pescador de Blakiston o búho manchú (Bubo blakistoni; también se encuentra como Ketupa blakistoni) es considerado por algunos científicos como la especie de búho más grande del mundo por su tamaño de hasta 72 centímetros y su envergadura de hasta 2 metros, compitiendo con el búho real. En un principio, esta especie se colocó bajo el género Ketupa que abarca los búhos pescadores pero los resultados de ADN no son claros sobre cual de los dos géneros sería el más adecuado para esta especie. Su hábitat es el bosque ribereño, con árboles grandes y viejos donde anidar, cerca de ríos, lagos y manantiales que no se congelan en invierno. Henry Seebohm nombró a esta ave en honor al naturalista inglés Thomas Blakiston, quien recolectó el espécimen original en Hakodate en Hokkaidō, Japón en 1883.

## Taxonomía
Los estudios osteológicos recientes y las pruebas de ADN han demostrado que esta especie se encuentra más estrechamente relacionada con aquellos búhos pertenecientes al género Bubo que a los del género Ketupa en el que inicialmente se incluyó. Sin embargo, para algunos autores los búhos pescadores del género Ketupa tampoco son lo suficientemente distintos para tener un género propio y actualmente los incluyen a todos ellos dentro del género Bubo. El hecho de que el búho de Blakiston comparta características y material genético con los búhos del género Bubo y también con las tres especies de búhos pescadores ha llevado a pensar a algunos autores de que se represente un paso intermedio entre ambos géneros.
Hasta 4 subespecies han sido descritas pero solo dos son reconocidas por la mayoría de los autores:
- B. b. blakistoni (Seebohm, 1884) Vive en las islas Hokkaido, Kuriles y Sajalín.
- B. b. doerriesi (Seebohm, 1884) Vive en la parte continental del rango.

## Descripción
El búho de Blakiston es considerado la especie viva más grande de búho para algunos autores. Los machos pesan de 2.95 a 3.6 kg, mientras que la hembra es aproximadamente un 25 % más grande, de hasta 2.95 a 4.6 kg. La escasez de alimento hace que esta especie de búho pierda parte de su masa corporal durante los meses de invierno. Este búho mide de 60 a 72 cm de longitud, lo que lo hace un poco más pequeño que el Cárabo lapón Strix nebulosa que tiene una masa corporal menor. El búho real Bubo bubo se considera a veces la especie de búho más grande del mundo y compite por este logro con el búho de Blakiston, puesto que ambas especies tienen un tamaño y un peso muy similar. El búho de Blakiston posee una envergadura de alas de 178 a 190 cm pudiendo llegar a una envergadura de 2 metros en el caso de los ejemplares de mayor tamaño.
En términos de estructura, el búho de Blakiston es más parecido a los búhos reales que a los búhos pescadores aunque comparte características con ambos géneros. Al igual que los búhos pescadores tiene, un pico es más largo, un cuerpo más robusto y unas alas más largas que los búhos reales. A pesar de esas características, su cráneo y su esqueleto son prácticamente el mismo que los del Búho Real. Asimismo, comparte con el búho americano la combinación de patrones ondulados en la parte inferior del plumaje y sus enormes garras.
Superficialmente, este búho se parece un poco al búho real, pero es más pálido y los penachos que tiene en la cabeza son más anchos y desiguales, y cuelgan hacia los lados. Las partes superiores son de color marrón claro y muy veteadas con una coloración marrón más oscura. Las partes inferiores son de un color marrón claro pálido y con menos rayas. La garganta es blanca. El iris es amarillo (mientras que el búho real generalmente tiene un iris naranja).

## Distribución y hábitat
El búho de Blakiston se encuentra en las cadenas montañosas costeras de Rusia oriental, al norte de Magadan, incluida la isla Sajalín, las islas Kuriles y la cuenca del río Amur; en el interior de Mongolia oriental, China, y en la isla Hokkaido, Japón. Puede encontrarse, ocasionalmente, en Corea del Norte.
Habita en bosques boreales y templados siempre cercanos a la línea de costa, a ríos o lagos de donde obtiene la mayor parte de su dieta. También es una especie frecuente en humedales. Requiere cavidades en árboles viejos que le proporcionen lugares para anidar y tramos de ríos con fuerte corriente que impidan que las aguas se congelen totalmente durante el invierno.

## Comportamiento
El búho de Blakiston se alimenta de una variedad de presas acuáticas. El principal tipo de presa es el pescado, con presas comunes que incluyen lucio, bagre, trucha y salmón. Algunos peces que atrapan estos búhos son bastante grandes hasta el punto de que superan dos o tres veces su propio peso. También suelen alimentarse de anfibios, crustáceos, aves acuáticas (tan grandes como las garzas) y mamíferos como martas, murciélagos y roedores. Hay alguna evidencia de dimorfismo sexual en la selección de presas con machos que favorecen a las ranas y peces más pequeños, mientras que las hembras se alimentan de peces más grandes.
Esta especie utiliza dos métodos de caza: puede planear sobre la superficie del agua buscando presas, o bien puede posarse sobre la orilla o sobre algún lugar próximo al agua donde aguardará hasta que detecte el movimiento de alguna presa. Cuando localiza a la posible víctima se lanza a por ella, devorándola al momento si se trata de una presa pequeña o retirándose a algún lugar tranquilo donde comer si la presa es grande.
Se trata de un búho altamente territorial que es principalmente activo al amanecer y al anochecer, aunque en temporada de cría puede ser común verlos cazar durante el día. Para ser un búho pasa gran parte del tiempo en el suelo llegando a crear senderos en las riberas de los ríos mientras acecha buscando presas.
Este ave no se reproduce todos los años debido a los cambios en las condiciones de su entorno y en la disponibilidad de alimentos. El cortejo se produce entre enero y febrero y la puesta a mediados de marzo cuando aun no han desaparecido las nieves. Prefiere anidar en cavidades de las partes altas de árboles viejos y fuertes, aunque en menor medida puedo utilizar huecos en paredes rocosas o reutilizar los nidos de otras especies de aves. La puesta suele ser entre 1 y 3 huevos aunque generalmente son 2. El macho proporcionará alimento a la hembra mientras esta empolla los huevos, y posteriormente lo hará también con los polluelos. La incubación dura aproximadamente 35 días y las crías abandonan el nido cuando tienen entre 35 y 40 días, pero suelen ser alimentados y atendidos por sus padres durante varios meses más. Las crías permanecen en el territorio de sus padres durante dos años cuando se marcharán para buscar el suyo propio. Pueden formar parejas (probablemente de por vida) a los dos años de edad y alcanzan la madurez sexual a los tres años.
Una vez que alcanzan su tamaño completo estos búhos tienen pocos depredadores naturales. Sin embargo, su costumbre de acechar a sus presas posados en las orillas de los ríos los hace más vulnerable que otros búhos al ataque de mamíferos carnívoro como linces u osos.

## Conservación
El búho de Blakiston está clasificada como especie en peligro de extinción por la UICN. Está en peligro debido a la pérdida generalizada de bosques ribereños, el aumento del desarrollo a lo largo de los ríos y la construcción de presas. La sobrepesca en los ríos y la contaminación afecta a la disponibilidad de alimento para esta especie. También están amenazados por la caza directa o indirectamente pues en ocasiones caen en trampas destinadas a otros animales. A veces, son atropellados por coches o mueren electrocutados al golpearse con el tendido eléctrico. La reducción de las poblaciones también lleva consigo problemas de consanguinidad. Todo esto ha llevado a que la población actual de esta especie este decayendo y los ejemplares vivos se estiman entre 1500 y 3750 individuos.